# Sloupno (Hradec Králové)
Sloupno é uma comuna checa localizada na região de Hradec Králové, distrito de Hradec Králové‎.